# Psirico
Psirico est un groupe de musique axé et de pagode-percussivo fondé à Salvador de Bahia au Brésil.
Le leader de Psirico est Marcio Victor, musicien reconnu ayant collaboré avec des artistes comme : Caetano Veloso, Daniela Mercury, Marisa Monte, Ivete Sangalo, Cortejo Afro, Dog Murras, entre autres.
Psirico est le vainqueur du prix de la meilleure chanson du carnaval 2008 de Salvador de Bahia, avec : Mulher Brasileira (Toda Boa).
En 2007 et 2008, le groupe remportait également le prix Dodô et Osmar du meilleur groupe.
- 2003 - Psirico Ao Vivo
- 2004 - O Furacão Da Bahia - Ao Vivo
- 2006 - MPB - Makumba Popular Brasileira
- 2014 - Lepo Lepo feat. Pitbull